# کورینا کپریوریو
کورینا کپریوریو (رومانیایی: Corina Căprioriu؛ زادهٔ ۱۸ ژوئیهٔ ۱۹۸۶) جودوکار اهل رومانی است.
وی در مسابقات کشوری و بین‌المللی در مجموع برندهٔ ۱ مدال طلا، ۲ مدال نقره، ۲ مدال برنز شده‌است.